# U研究室
U研究室（ゆうけんきゅうしつ）は、アトリエ系建築設計事務所の名称。
主宰者は吉阪隆正であるが、実質のリーダーは大竹十一が務めた。その後、三宅豊彦が務めている。

## 概要
早稲田大学大学院修士課程に進学した吉阪は大学院修了後助手となる。助手時代は透視画法、構造法演習、設計製図を担当した。北千島学術調査隊建築調査（1942年）などや、1952年までは今和次郎の元で民家調査などにも参加し、もっぱら調査研究に励む。
その後フランス留学の機会をえてル・コルビュジエ事務所勤務。吉阪はフランスから帰国後の1953年、大学構内に吉阪研究室を設立、建築設計活動を開始する。
1954年、武基雄の研究室に所属していた大竹を誘い、滝沢健児と岡村昇を加え、1955年には研究室に渡邊洋治を採用（58年まで）、さらに山口堅三（61年まで）城内哲彦、松崎義徳、が加入、台湾東海大学計画設計競技（1954年）、ブラジル・サンパウロ市ビエンナーレ設計競技（1954年-1957年）に参加、1957年、ヴェネツィア・ビエンナーレ日本館（文部大臣芸術選奨）を手がける。
城内哲彦（きうちてつひこ、1928年- ）は、早稲田大学建築学科卒業。文京区役所に勤めていた折に吉阪隆正らが手がけていた浦邸の設計に参加、U研究室の創設メンバーとして1955年から1964年まで在籍。海星学園、浦邸、呉羽中学校、大学セミナーハウスなどを担当した。
松崎義徳（まつざき　よしのり、1931年-2002年）は福岡県生まれ。早稲田大学理工学部建築学科在学中、創設メンバーとしてU研究室に参加。同大大学院修了。海星学園、江津市庁舎、大学セミナーハウスなどを担当。1997年以降から亡くなるまで、十勝の象設計集団に所属した。著書に、「研修所」 （設計計画シリーズ：井上書院、1982年）がある。
1959年から、鈴木恂（61年まで）沖田裕生（同）戸沼幸市（1972年まで。現在に至るまで吉坂より研究講座を継承）が加入する。1961年、大学構内から離れ、吉阪の自宅敷地内に移る。1963年、名称をU研究室に改称。
2015年、吉阪隆正と最盛期のメンバーが携わった代表作品の図面類などは国立近現代建築資料館に収蔵される。
現在は、三宅豊彦が代表となり活動している。

## おもな業績
吉阪が存命中の実績は吉阪隆正を参照
- 日暮里地区拠点整備計画（1980年-1982年）
- 茨城県岩瀬町農村公園基本計画（1980年）
- 古河市西町開発計画（1981年）
- 鯵ヶ沢町金沢農村公園、一本杉農村公園（1982年）
- 三重県・盛岡邸庭園
- 掛川駅周辺整備計画・駅舎と広場（1985年-1988年）
- 練馬区近代化地域計画（1990年-1991年）
- 大学生協館指名設計競技参加（1994年）
- 宮城県立保健医療福祉中核施設設計競技参加（1997年）

## 著作・設計
- 『DISCONT　不連続統一体』　吉阪隆正+U研究室 丸善 1998
- 『世界建築設計図集9　ヴェネチア・ビエンナーレ日本館』　吉阪隆正+U研究室　同朋舎　1984
- 『コンクリートの家』　吉阪隆正+U研究室　実業之日本社　1971
- 『建築学大系39　鉄筋コンクリート造設計例』　U研究室＋ミド同人編　彰国社　1976